# Роберт Фиц-Болдуин
Роберт Фиц-Болдуин (англ. Robert FitzBaldwin), также известный как Роберт де Мёле (фр. Robert de Meules; умер 1101) — англо-нормандский аристократ, сеньор де Ле-Сап и де Мёле (в Нормандии) с 1086 или 1090 года. Старший сын Болдуина Фиц-Гилберта. После смерти отца унаследовал его владения в Нормандии; после смерти младшего брата Уильяма, вероятно, стал феодальным бароном Окгемптона и шерифом Девона. Роберт пытался вернуть принадлежавший его деду замок Брионн, но успеха не добился.

## Происхождение
Роберт происходил из побочной ветви Нормандского герцогского дома, родоначальником которой был Жоффруа, граф де Брион и д’Э, незаконнорожденный сын герцога Нормандии Ричарда I. Его внуки, Ричард (родоначальник рода Клеров) и Болдуин, владевший в Нормандии сеньориями Ле-Сап и Мёле, принимали участие в нормандском завоевании Англии, после которого получили обширные владения в Англии. Болдуин получил владения, которые были сосредоточены вокруг Эксетера и Окгемптона, простираясь вдоль долины реки Торр к северному побережью Девона. Также он занимал должность шерифа Девона.
Кто именно был матерью Роберта, неизвестно. Источники называют жену Болдуина родственницей Вильгельма Завоевателя. В позже созданной хронике аббатства Форд её имя Альбреда, однако в герцогской хартии 1066 года и «Книге Страшного суда» жена Болдуина — Эмма. Возможно, хронист ошибся в имени, но не исключено, что Болдуин был женат дважды. Историк К. Китс-Роэн предположила, что Эмма могла быть дочерью Ричарда ле Гоза, виконта Авранша.

## Биография
Роберт был старшим из трёх известных законнорожденных сыновей Болдуина; у него было двое младших братьев — Уильям и Ричард, а также минимум 3 сестры. Его отец умер между 1086 и 1090 годами, после чего его владения были разделены между двумя старшими сыновьями. Роберт получил нормандские владения отца — сеньории Ле-Сап и Мёле.
По сообщению Ордерика Виталия, около 1090 года Рожер де Бомон передал герцогу Нормандии Роберту Куртгёзу замок Иври, получив взамен замок Брионн. Однако сын Рожера Роберт де Бомон, граф Мёлана, отказался признавать данное соглашение, поэтому был заключён в тюрьму. Брионн был конфискован и передан Роберту де Мелю, деду которого Гилберту принадлежал когда-то. Впрочем, вскоре Рожер де Бомон убедил Роберта Куртгёза отпустить сына, после чего граф Мёлан должен был получить Брионн. Однако Роберт де Мёль не согласился вернуть замок, в итоге герцог вместе с Бомонами взял Брионн штурмом, передав его затем Роберту де Мёлану.
В 1096 году умер Уильям, младший брат Роберта. Детей у него не было, и Роберт, вероятно, унаследовал владения Уильяма в Англии, а также должность шерифа Девона.
Роберт умер в 1101 году. Детей он не оставил, поэтому его наследником стал младший брат Ричард.